# Donam-dong
Donam-dong (koreanska: 돈암동) är en stadsdel i stadsdistriktet Seongbuk-gu i Sydkoreas huvudstad Seoul. 

## Indelning
Administrativt är Donam-dong indelat i:
| Namn    | Namn             | Yta km² | Invånare 31 dec 2020 |
| ------- | ---------------- | ------- | -------------------- |
| 돈암1동 | Donam 1(il)-dong | 0,49    | 15 379               |
| 돈암2동 | Donam 2(i)-dong  | 0,48    | 24 686               |